# Messier 50
Messier 50 é um aglomerado estelar aberto localizado a 3 200 anos-luz da Terra na constelação de Monoceros. Possivelmente foi descoberto por Giovanni Domenico Cassini antes de 1711. Em 5 de abril de 1772 Charles Messier o descobriu independentemente.
Messier 50 tem um raio de 10 anos-luz e uma idade estimada em 78 milhões de anos. Possui cerca de 200 estrelas, sendo que a mais brilhante é de classe B e tem uma magnitude de 9,0 ou 7,85.

## Descoberta e visualização
O aglomerado aberto foi descoberto em 5 de abril de 1772 pelo astrônomo francês Charles Messier, mas foi possivelmente descoberto anteriormente por Giovanni Domenico Cassini antes de 1711, de acordo com seu filho, Jacques Cassini em seu livro, Elements of Astronomy.

## Características

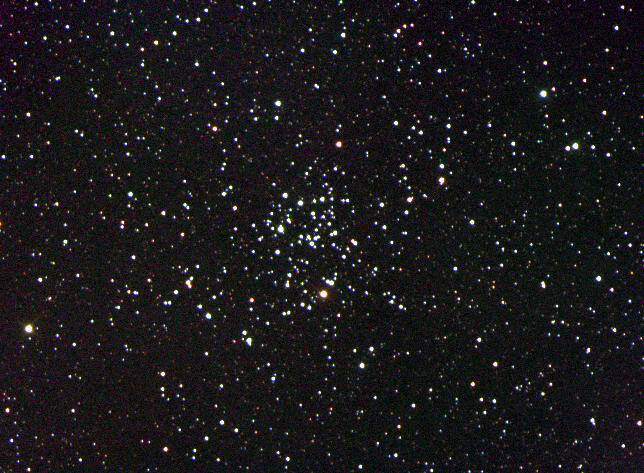
Messier 50, Ole Nielsen

O aglomerado aberto está a cerca de 3 200 anos-luz em relação à Terra. Seu diâmetro aparente é de cerca de 15 x 20 minutos de grau, correspondendo a uma extensão linear de 20 anos-luz. Seu centro tem um diâmetro aparente de apenas 10 minutos, correspondendo a um diâmetro real de 10 anos-luz. Segundo John Ellard Gore, a partir de fotografias tiradas por Isaac Roberts em 1893, o aglomerado contém cerca de 200 estrelas.
É um aglomerado aberto tipo I,2,m segundo Kenneth Glyn Jones, de acordo com a classificação de aglomerados abertos de Robert Julius Trumpler, onde a classe I refere-se aos aglomerados mais densos e a classe IV aos menos densos; a classe 1 aos aglomerados com pouca diferença de brilho entre seus componentes e a classe 3 aos que tem grande diferença de brilho; e a classe p aos aglomerados pobres em estrelas, m para aglomerados com a quantidade de estrelas dentro da média e r para os ricos em estrelas. Contudo, foi classificado como II,3,m segundo o Sky Catalogue 2000.0 ou II,3,r segundo Woldemar Götz. Sua estrela mais brilhante pertence à classe espectral B6, com uma magnitude aparente 7,85. Com base nesses dados e na existência de algumas estrelas gigantes amarelas, sua idade foi estimada em 78 milhões de anos.